# Anglo-zanzibariska kriget
Anglo-zanzibariska kriget var ett krig som utkämpades mellan Zanzibar och Storbritannien den 27 augusti 1896. Kriget varade bara 38 minuter, vilket gör det till det kortaste kriget i världshistorien.
Kriget utbröt efter att sultanen av Zanzibar, Sayyid Hamid ibn Thuwayni, som hade samarbetat med den engelska administrationen, dog den 25 augusti, och hans brorson, Sayyid Khalid ibn Barghash tog makten i en statskupp. Britterna understödde dock en annan kandidat, Sayyid Hamud ibn Muhammad, eftersom de ansåg att denne var en bättre samarbetspartner. Därför beordrade de Barghash att abdikera. Barghash vägrade och samlade ihop en armé bestående av 2 800 man och förre sultanens bepansrade yacht, HHS Glasgow. Under tiden som Barghashs trupper började befästa sina positioner i palatset drog Storbritanniens flotta samman krigsskepp i hamnen utanför palatset (tre moderna kryssare, och två kanonbåtar). Britterna landsatte också ett antal marinsoldater som stöd till den brittisk-trogna delen av Zanzibars armé, vilken uppgick till 900 man fördelade på två bataljoner ledda av den före detta löjtnanten i brittiska flottan general Lloyd Mathews.
Trots sultanens försök att i sista stund förhandla om fred via den amerikanske representanten på ön påbörjade de brittiska skeppen beskjutning av palatset klockan 9 på morgonen den 27 augusti, så snart britternas ultimatum gått ut. Med ett allt mer förstört palats och allt mer skadade trupper beslöt sig Barghash att slå till reträtt till det tyska konsulatet där han fick asyl. Beskjutningen upphörde efter 45 minuter, varunder man sänkte yachten Glasgow. Konflikten blev känd som världshistoriens kortaste krig.
Britterna krävde att tyskarna skulle lämna ut sultanen, men han flydde till havs den 2 oktober och levde i exil i Dar es-Salaam tills han tillfångatogs av britterna 1916. Han tilläts senare leva i Mombasa, där han dog 1927.